# Schwesternhaus (Kirdorf)

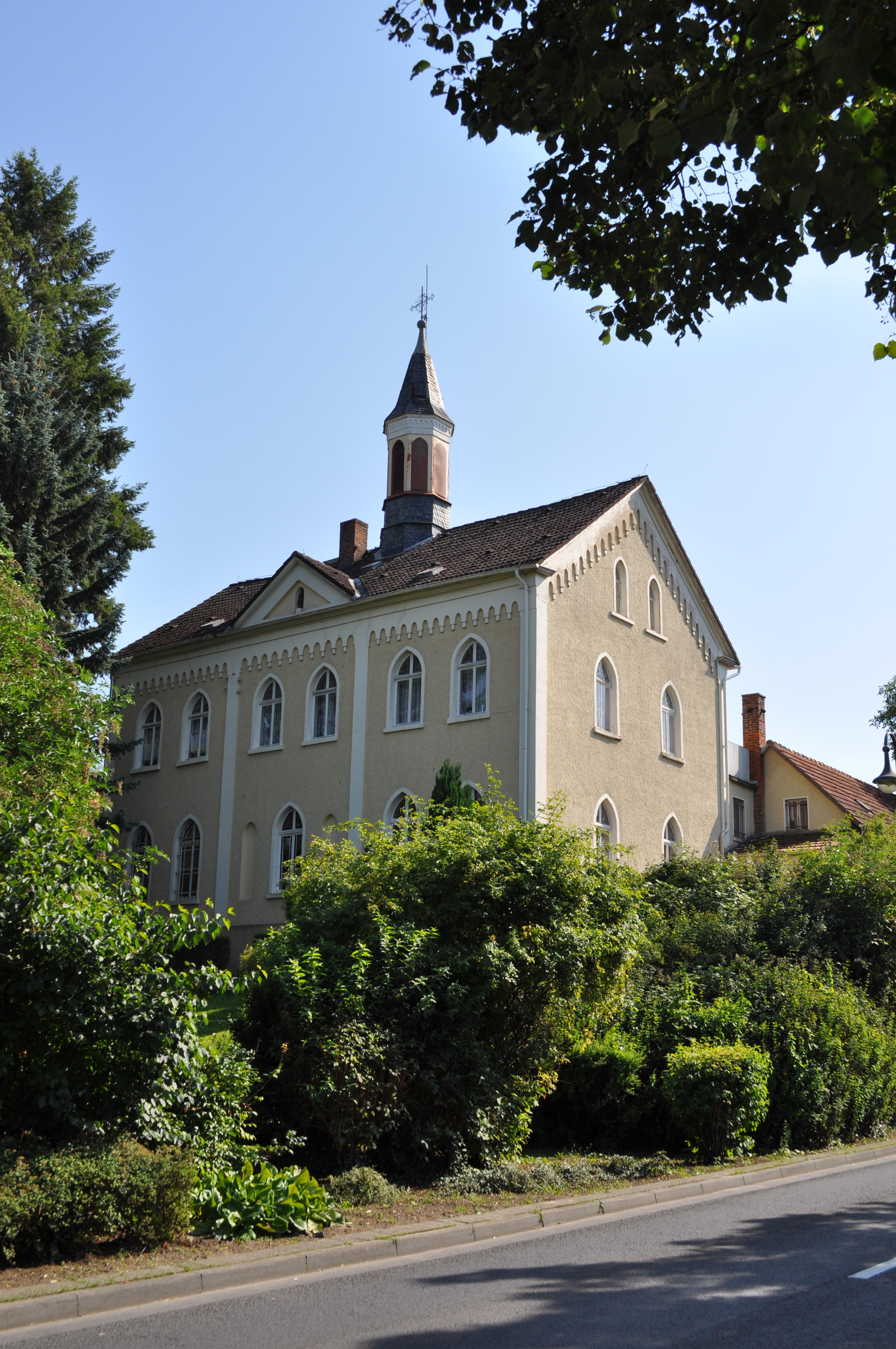
Schwesternhaus

Das Schwesternhaus in Kirdorf, einem Stadtteil von Bad Homburg vor der Höhe ist ein denkmalgeschütztes Gebäude.
In der vorwiegend protestantisch-calvinistisch geprägte Landgrafschaft Hessen-Homburg war Kirdorf eine katholische Insel. Hiervon zeugt neben dem Taunusdom vor allem das Schwesternhaus.
Es wurde 1873/74 mit Spenden und in Kirdorfer Eigeninitiative für die Genossenschaft der Schwestern von der göttlichen Vorsehung in Mainz erbaut. Die Einweihung erfolgte am 24. Juni 1874 durch Bischof Wilhelm Emmanuel von Ketteler.

## Baubeschreibung
Das weit sichtbare, zweigeschossige Gebäude hat ein Satteldach und achtseitigen Dachreiter mit aufgemalten Schallarkaden. Die Dreizonenfront ist traufständig zum Dorf ausgerichtet und lisenen- und gesimsgegliedert sowie zentral übergiebelt. Die Fenster und das Traufgesims sind in gotisierendem Stil ausgeführt. Unter dem Gebäude wurde tief in den "Engelsberg" ein Eiskeller angelegt, der vermietet wurde. Später wurde eine Kapelle seitlich angefügt. Diese Kapelle mit fünfseitigem Chor ist ebenfalls im Stil des romantischen Klassizismus erstellt.

## Nutzung
Das Gebäude war Wohnhaus der Schwestern und deren ambulante Krankenpflegestation. 1908 wurde der separate Kindergarten eröffnet. Daneben erfolgte der Bau eines Waschküchenanbaus der heute als Bibliothek genutzt wird. Im Hofraum befindet sich eine gusseiserne Wasserpumpe.
1972 wurde die Nutzung als Schwesternhaus mangels Nachwuchs eingestellt und das Haus zum Gemeindezentrum umgenutzt.
Aus orts-, religions- und architekturgeschichtlichen Gründen ist das Gebäude zum Kulturdenkmal erklärt worden.

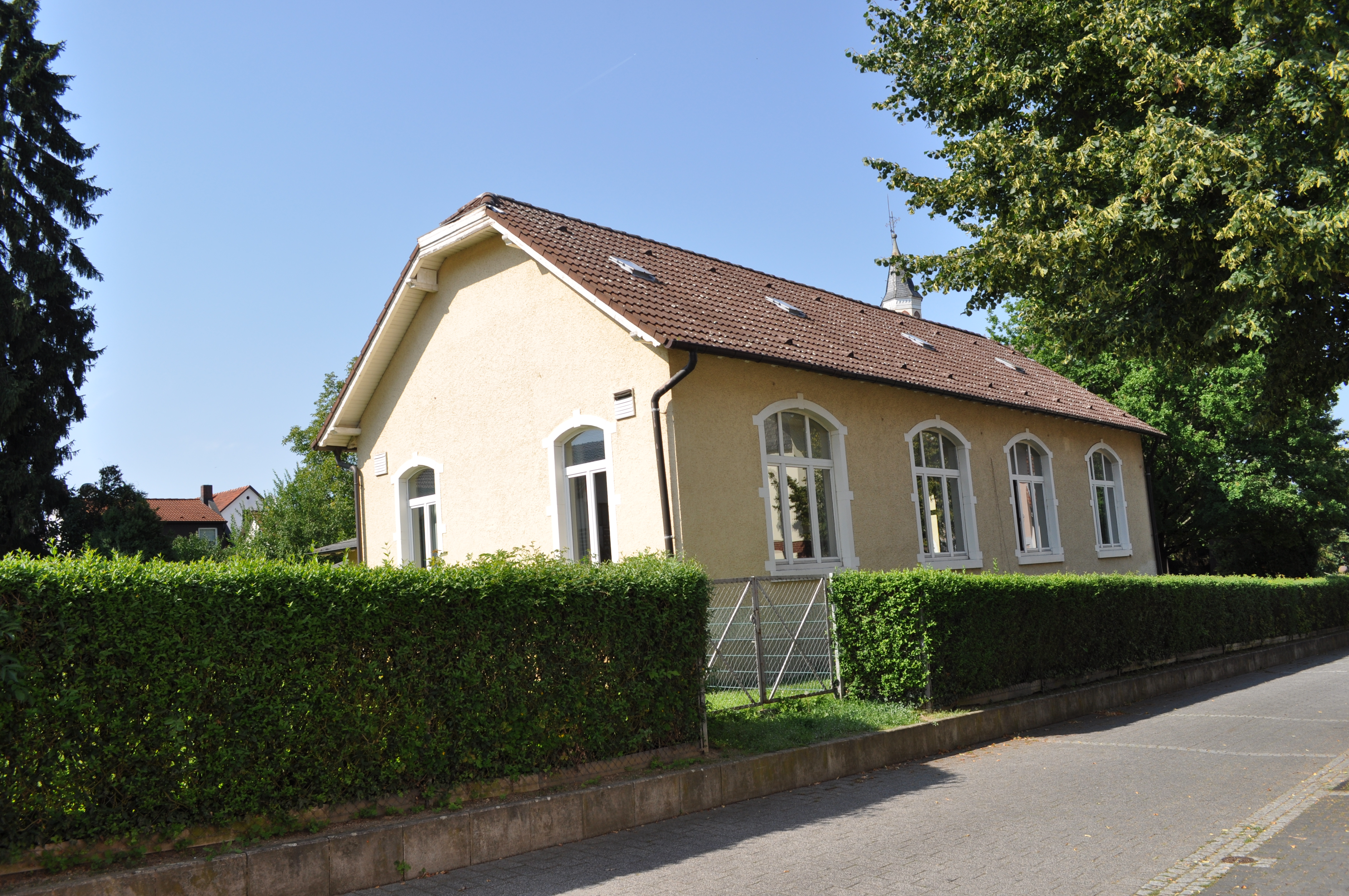
Kindergarten
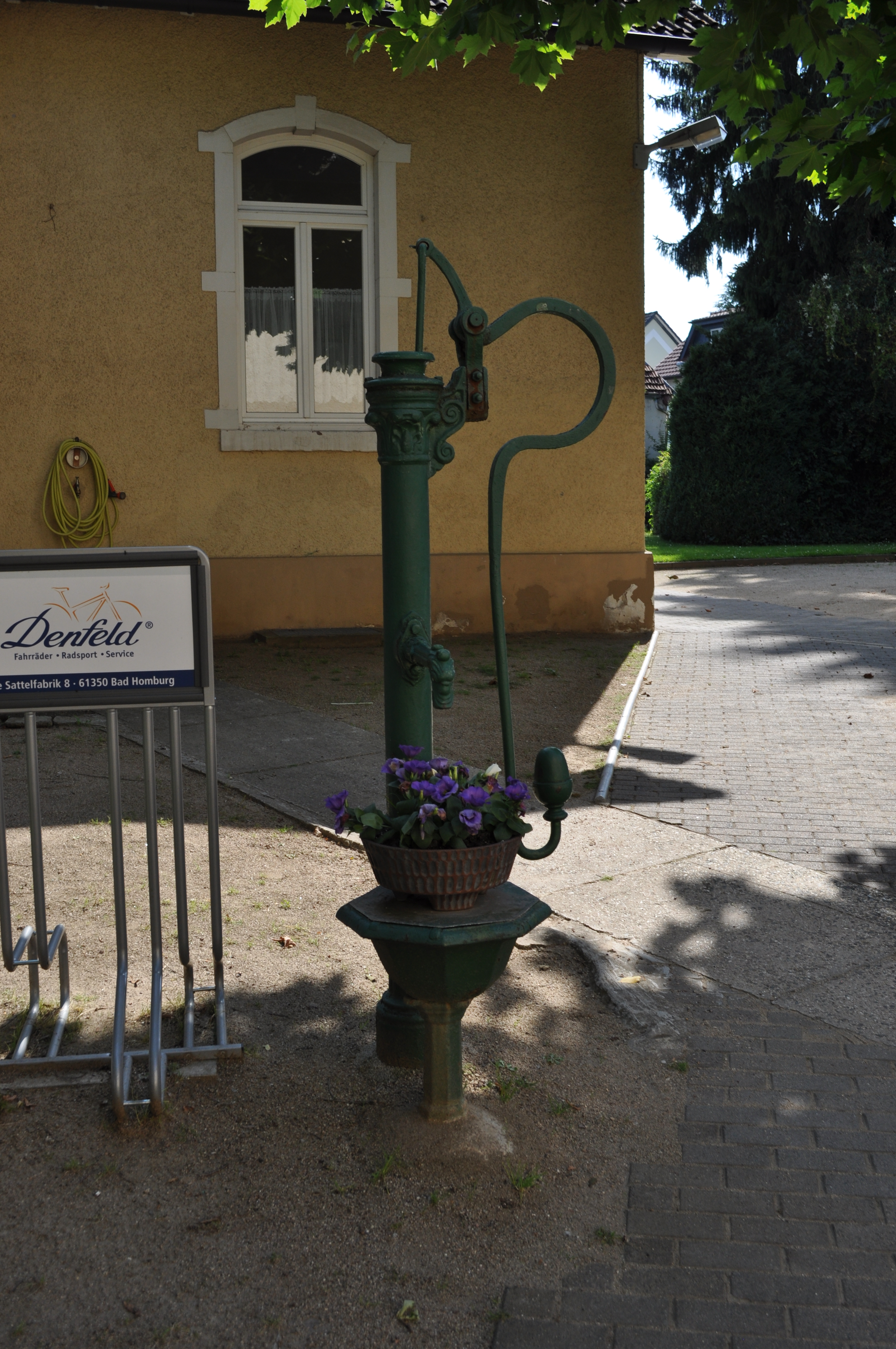
Pumpe
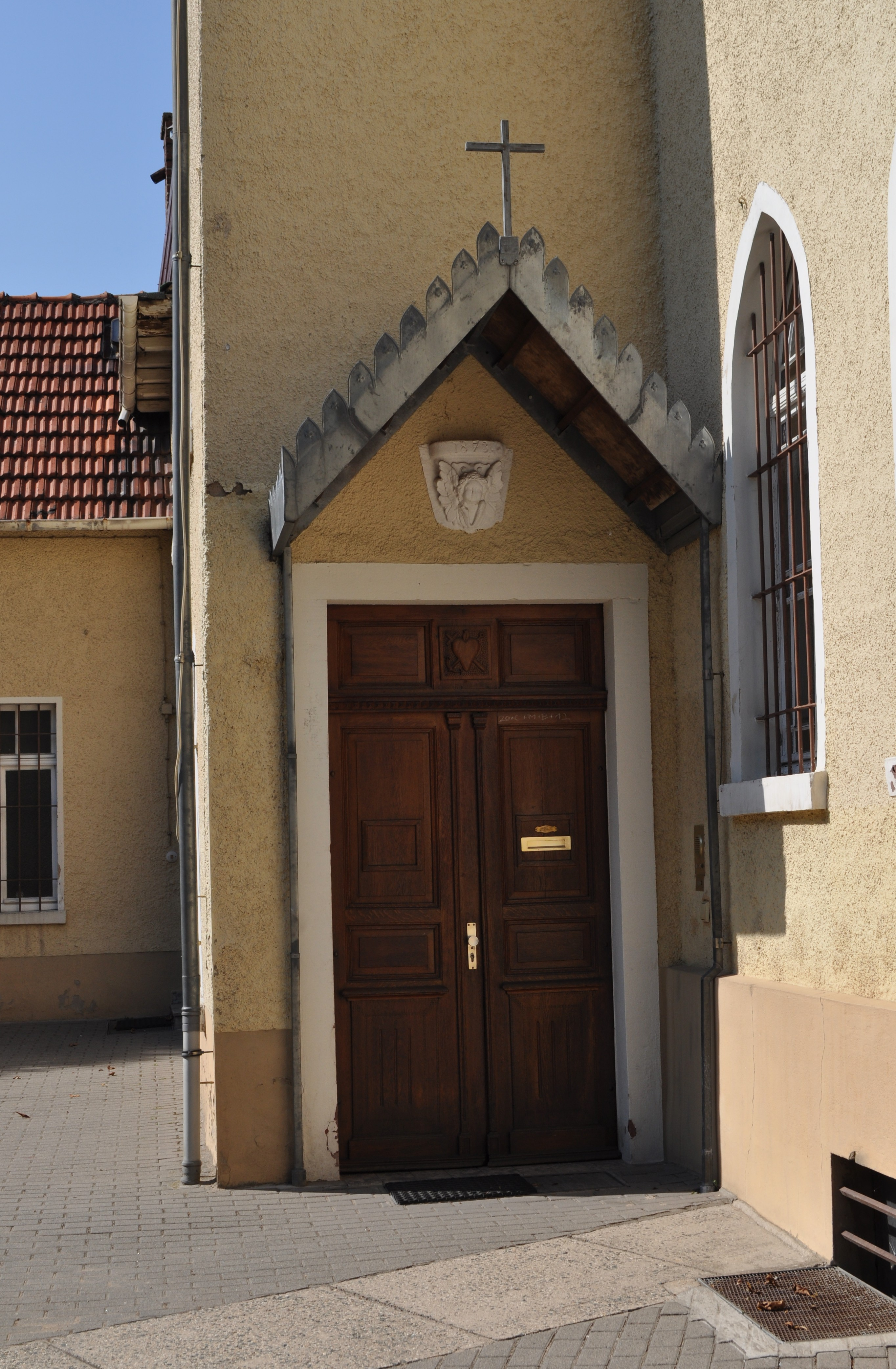
Eingangstür

## Sanierung ab 2016
Ab 2016 läuft eine Grundsanierung des Gebäudekomplexes. Die Gesamtkosten belaufen sich auf etwa 2 Millionen €. Besonders aufwändig ist der Erhalt der 45 Fenster. Diese sind im Original erhalten und werden einzeln ausgebaut und aufgearbeitet.